# Батурин, Василий Ефимович
Батурин Василий Ефимович (13 августа 1896, дер. Переслигинская, Вологодская губерния, Российская империя — 5 февраля 1942, Тульская область, РСФСР, СССР) — русский и советский лётчик, участник Первой мировой, Гражданской и Великой Отечественной войны, кавалер ордена Красного Знамени (1919), полковник (14.03.1936), командир 40-й дальнебомбардировочной дивизии. Участник бомбардировок территории Германии в первые месяцы Великой Отечественной войны.

## Биография
Родился 13 августа 1896 года в деревне  Переслигинская, ныне Ростовско-Минское сельское поселение, Устьянский район,  Вологодская область.  Русский. До службы в армии  работал в Петрограде на Обуховском заводе, с июня 1913 г. — в упаковочном отделе склада Красного Креста.

### Военная служба

#### Первая мировая война
29 июля 1915 г. поступил на военную службу и был зачислен рядовым в 1-ю авиационную роту в Петрограде. В мае 1916 г. окончил там учебную команду. В том же году сдал экстерном экзамен за 6 классов гимназии и в сентябре направлен на теоретические курсы авиации при Петроградском политехническом институте, после которых 11 февраля 1917 г. направлен для обучения полетам в Англию в Военную авиашколу.  26.05.1917 окончил авиационную школу в Руисплипе, получив право на пилотирование "Фарманов". После возвращения в Россию воевал на самолетах "Илья Муромец".

#### Гражданская война
11	апреля 1918 г. вступил в РККА и был назначен летчиком в 12-й авиадивизион в Москве. С 10 июля дивизион участвовал в подавлении Муромского эсеровского восстания, а с августа сражался с белочехами под Казанью. В октябре 1918 г.  был назначен командиром 1-й Калужской авиагруппы и в ноябре убыл с ней на Восточный фронт в 5-ю армию. Участвовал в боях с войсками адмирала А. В. Колчака, барона Р. Ф. Унгерна фон Штернберга, генералов Г. М. Семёнова, М. К. Дитерихса. В феврале 1919 г. авиагруппа была расформирована, а  Батурин назначается летчиком в 28-й авиаотряд. На самолете "Сопвич" в составе боевого звена участвовал в Бугурусланской, Бирской, Уфимской, Челябинской и Омской операциях. За сбитый самолет колчаковской армии 7 октября 1919 г. был награжден орденом Красного Знамени. В марте — апреле 1920 г. командиром боевого звена принимал участие в подавлении антисоветского восстания в Зап. Сибири. С июня по декабрь командиром звена 29-го авиаотряда участвовал в операции против частей Б. В. Анненкова в Семипалатинской обл., Барнаульском и Змеиногорском округах Томской губ. С января 1921 г. исполнял должность командира авиакрыла войск ВЧК Сибири.

#### Межвоенные годы
После войны с октября 1921 г.  проходил службу в составе 5-й Сибирской авиабазы в должностях пом. начальника мастерской и летчика-сдатчика самолетов. С марта 1923 г. был пом. командира 17-го авиаотряда в г. Чита, с июля — командиром 16-го разведывательного авиаотряда в г. Новосибирск. С января 1925 г. исполнял должность пом. командира 13-го авиаотряда ВВС ЗапВО. В июне переведен в Высшую военную школу летнабов в Ленинграде, где был старшим инструктором и пом. командира летного отряда. С марта 1927 г. командовал отрядом и учебной эскадрильей 3-й военной школы летчиков и летнабов им. К. Е. Ворошилова в г. Оренбург. В мае 1929 г. командирован на учебу в Военную академию РККА им. М. В. Фрунзе. В мае 1932 г. окончил ее и был назначен командиром 33-й тяжелой бомбардировочной авиаэскадрильи ВВС БВО. С октября 1932 г. временно командовал дивизионом 9-й тяжелой бомбардировочной авиабригады, с марта 1933 г. — 13-й тяжелой бомбардировочной авиаэскадрильей. В январе 1935 г. был назначен начальником отдела подготовки командиров тяжелых кораблей 7-й школы военно-морских летчиков и летнабов им. И. В. Сталина в г. Ейск. В июле переводится в 9-ю военную школу летчиков и летнабов ХВО на должность начальника отдела подготовки летнабов, с февраля 1936 г. вступил в командование авиабригадой этой школы. В январе 1937 г. откомандирован в распоряжение Центрального совета Осоавиахима СССР с оставлением в кадрах РККА. 17 февраля 1938	г. арестован органами НКВД и до 17 февраля 1940 г. находился под следствием. Освобожден в связи с прекращением дела. 20 июня 1940 г. полковник  Батурин восстановлен в кадрах Красной армии и назначен начальником оперативного отделения управления 55-й скоростной бомбардировочной авиабригады ВВС ЛВО. С перебазированием ее в ОдВО и формированием на ее базе 2-й смешанной авиадивизии временно исполнял должность начальника оперативного отделения штаба дивизии. С 11 февраля 1941 г. — врид зам. командира 40-й авиадивизии.

#### Великая Отечественная война
С началом  войны полковник  Батурин вступил в командование 40-й дальнебомбардировочной авиадивизией. Ее части базировались на аэродромах Рыбинск, Калязин. Затем она была переброшена в Рязань на аэродром Дягилево. В сентябре — октябре части дивизии вели боевую работу в направлении Старая Русса, затем на подступах к Москве.  5 февраля 1942 года командир дивизии полковник Батурин перегонял отремонтированный бомбардировщик Ил-4 в расположение части под Тулу. При посадке самолёт потерпел аварию Батурин погиб .

## Награды
- орден Красного Знамени (1919)
- медаль «XX лет Рабоче-Крестьянской Красной Армии» (1938)